# Гребенев, Алексей Иванович
Алексей Иванович Гребенев (22 февраля 1898, Вятская губерния — 4 апреля 1960, Москва) — советский авиационный инженер, лётчик-испытатель, участник Первой мировой (мичман), Гражданской и Великой Отечественной войны, генерал-лейтенант авиации, начальник штаба Главного управления серийного строительства авиационной техники ВВС СССР, кавалер многих орденов и медалей, в том числе — ордена Ленина.

## Биография
Родился 22 февраля 1898 года в крестьянской семье. Место рождения: Вятская губерния, Орловский уезд, Шалеговская волость, деревня Фёдоровы. В 1916 году окончил Вятское Александровское реальное училище. Для оплаты дальнейшего образования работал летом 1916 года на лесосплаве и погрузке древесины. На заработанные деньги отправился в столицу и поступил в Петроградский политехнический институт. 
Призван в армию в феврале 1917 года. Определён в Гардемарины флота. Службу проходил во 2-м Балтийском флотском экипаже. 10 апреля 1917 года направлен на теоретические курсы гидроавиации в свою Альма-матер — Петроградский политехнический институт. После успешного окончания курсов 5 августа того же года произведён в мичманы. Обучение полётам проходил в Бакинской офицерской школе морской авиации. Летал на гидросамолётах авиаконструктора Григоровича. Окончил БОШМА в мае 1918 года.
В 1918 году добровольно вступил в Красную армию. Службу в РККА начал в 4-м Красном воздухоплавательном отряде в должности метеоролога. Занимался формированием авиационной группы, затем — автомобильной команды батальона связи. В должности командира автовзвода направлен на Западный фронт. В марте 1919 года возвращен на лётную работу — в должности лётчика-наблюдателя в 20-м авиационном отряде. В ноябре 1919 года вступил в ряды ВКП(б). 24.07.1920 с аттестацией "отлично" прошёл дополнительную подготовку в Московской авиационной школе. Летом 1920 года на Южном фронте участвовал в легендарном штурме Перекопа в составе 3-го Истребительного авиаотряда. С февраля 1921 года — командир 3-го истребительного отряда во время проведения Тифлисской операции. Стал единственным лётчиком, сумевшим в нелётную погоду поднять свой самолёт и долететь до Тифлиса. В крайне сложной горной местности совершил полёт к Сурамскому перевалу и разбомбил железнодорожные пути. В качестве награды получил от РевВоенСовета Отдельной Кавказской Армии золотые часы и почетную грамоту. Несмотря на очевидные заслуги, как бывший офицер Царской армии (мичман!), в мае 1922 года Алексей Иванович Гребенев был исключен из партии. (Восстановление в партии состоится только в 1942 году).
С 1922 по октябрь 1925 года — на преподавательской работе — служил в Москве инструктором, а затем начальником технического отдела 1-й Высшей школы военных лётчиков (бывшая Московская школа авиации). В честь 10-летия РККА 23 февраля 1928 года получил в награду именные золотые часы с гравировкой "Стойкому защитнику пролетарской Революции от РВС Республики". В декабре 1929 года окончил Военно-Воздушную Академию, получил звание инженер-механик воздушного флота.
До июня 1931 года работал инженером научно-технического комитета УВВС РККА. Переведён в Научно-испытательный институт ВВС РККА начальником отдела расчетов и норм. Выявил линейную зависимость расчетных перегрузок от максимальной скорости самолёта. Этот закон А.И. Гребенева был утверждён ВВС и ЦАГИ. Принимал участие в создании и испытаниях (в качестве лётчика-испытателя) истребителей И-3, И-4, И-5, разведчиков Р-1, Р-5, Р-5Т, Р-6, самолётов "Сталь-2", "Сталь-5", АНТ-6. В бригаде испытателей НИИ, которой руководил Гребенев, учился и работал В.П. Чкалов.
С 9 февраля 1935 по апрель 1936 года А.И. Гребенев был командирован в Англию старшим военным представителем 4-го Управления ВВС РККА, занимался приёмкой приобретённых для Советского Союза самолётов "Ферри-Фантом". Лётчику-испытателю Гребеневу удалось доказать, что "фирма не удовлетворила условий договора", в результате чего СССР получил значительную скидку по оплате контракта. Более того, Гребенев сумел приобрести и доставить на Родину новейшую английскую книгу для служебного пользования по нормам прочности самолётов, о существовании которых советские инженеры и конструкторы не знали. По итогам работы в Англии Алексей Иванович Гребенев получил воинское звание Военинженер 1-го ранга и свой первый орден "Красной Звезды".
До августа 1941 года уже в звании Бригинженера служил в Научно-техническом отделе Управления ВВС, с 1939 года — начальником. Одновременно с 1938 года являлся членом Совета по авиации при Комитете Обороны.
В начале Великой Отечественной войны собрал и систематизировал сведения о немецких самолётах. В результате этой работы была выпущена тиражом десять тысяч экземпляров брошюра «Характеристики германских самолётов» и разослана во все авиационные подразделения Красной армии. С 27 августа 1941 года по июль 1944 года заместитель, потом начальник Управления опытного строительства ВВС Красной Армии. Лично занимался запуском в серийное производства штурмовика Ил-2, руководил освоением советскими лётчиками самолётов, полученных по Ленд-лизу. С 03.02.1943 года — генерал-майор инженерно-авиационной службы. С июля 1944 года — начальник штаба ГК НИИ ВВС Красной Армии.
01.03.1946 года — генерал-лейтенант инженерно-авиационной службы.
С 1950 года и до конца жизни — Начальник штаба Главного управления серийного строительства авиационной техники ВВС.
Умер Алексей Иванович Гребенев 4 апреля 1960 года. Похоронен на Новодевичьем кладбище.

## Награды
- Орден Красной Звезды 25.05.1936 г.
- Орден Красной Звезды 04.09.1943 г.
- Орден Отечественной войны 2-й степени 1944 г. № 16315
- Орден Красного Знамени 01.05.1944 г. № 159005
- Орден Ленина 21.02.1945 г.  № 30367
- Орден Отечественной войны 1-й степени 1945 г. № 250933
- Орден Красного Знамени" 06.12.1947 г.
- Медаль «За оборону Москвы» 01.05.1944 г.
- Медаль «За победу над Германией в Великой Отечественной войне 1941—1945 гг.». 1945 г.
- Юбилейные медали.